# Take Off Your Pants and Jacket
| 전문가 평가          | 전문가 평가 |
| 총 점수              | 총 점수     |
| 출처                 | 점수        |
| -------------------- | ----------- |
| 메타크리틱           | 69/100      |
| 평가 점수            |             |
| 출처                 | 점수        |
| AbsolutePunk         | 95%         |
| AllMusic             | [ 5 ]       |
| Entertainment Weekly | C+          |
| Q                    | (favorable) |
| Robert Christgau     | A−          |
| Rolling Stone        | [ 9 ]       |
| Slant Magazine       | [ 10 ]      |
| Toronto Sun          | (favorable) |
| The Village Voice    | (favorable) |
| Rock Hard (de)       | 7.5/10      |

《Take Off Your Pants and Jacket》은 2001년 6월 12일, MCA 레코드가 발매한 미국의 펑크 록 밴드 블링크-182의 네 번째 스튜디오 음반이다. 밴드는 이전 해의 대부분을 여행하고 그들의 이전 음반인 《Enema of the State》 (1999년)를 지원하면서 보냈으며, 이는 그들의 주류 경력을 시작했다. 이 음반의 제목은 남성 자위대의 혀를 내두르는 말장난("바지를 벗고 잭으로 받쳐라")이며, 커버 아트는 비행기("테이크 오프")와 바지 한 벌, 재킷 등 3인조 각각의 멤버를 위한 아이콘을 가지고 있다. 이 밴드는 MCA를 통해 최종 발매되었다.
이 음반은 프로듀서 제리 핀과 함께 샌디에고에 있는 시그니처 사운드에서 3개월에 걸쳐 녹음되었다. 세션 동안 MCA 임원들은 그들의 이전 음반이 수백만 장 팔리는 데 도움이 되는 사운드를 유지하라고 밴드에 압력을 가했다. 이와 같이, 《Take Off Your Pants and Jacket》은 비록 푸가지와 리퓨즈드와 같은 밴드들로부터 영감을 받은 더 무거운 포스트 하드코어 사운드와 함께 블링크-182가 갈고 유명하게 만든 팝 펑크 톤을 계속하고 있다. 서정적인 내용과 관련해서는 첫 데이트와 투혼, 10대 파티 등을 전담하는 곡으로 청소년기를 기록한 콘셉트 음반으로 일컬어지고 있다. 방향에 대한 이견으로 인해, 세 사람은 처음으로 서로 반대되는 작업을 했고, 그 세션은 때때로 논쟁의 대상이 되기도 했다.
이 음반은 거의 즉각적으로 성공을 거두어, 미국 빌보드 200에서 1위로 데뷔한 첫 펑크 록 음반이 되었고, 2002년 5월에 더블 플래티넘 인증을 획득하였다. 이 음반은 세 개의 히트 싱글 〈The Rock Show〉, 〈First Date〉, 〈Stay Together for the Kids〉를 프로듀싱하여 모던 록 차트에서 10위 안에 들었다. 다른 사람들은 이것을 약점으로 보았지만, 이 음반에 대한 비판적 인상은 대체로 긍정적이었으며, 십대들의 테마에 대한 확장을 칭찬했다. 이 음반을 지원하기 위해 밴드는 그린 데이와 함께 Pop Disaster Tour의 공동 헤드라인을 장식했다. 《Take Off Your Pants and Jacket》은 전 세계적으로 1,400만 장 이상이 팔렸다.

## 배경
1990년대 클럽과 축제에서 오랜 공연과 인디 음반을 연 뒤, 1999년 《Enema of the State》가 발매되면서 블링크-182는 마침내 주류적 성공을 거두었고, 밴드를 "팝 음악의 성층권"으로 발돋움시켜 그 시대의 가장 인기 있는 펑크 밴드가 되었다. 화려한 제작에서는 블링크-182가 그린 데이와 같은 그 시대의 다른 크로스오버 펑크 행위들과 분리되었다. 음반에서 3개의 싱글이 발매되었는데, 〈What's My Age Again〉, 〈All the Small Things〉, 〈Adam's Song〉은 40위권 라디오 포맷으로 넘어가 큰 상업적 성공을 거두었다. 이 음반은 전 세계적으로 1,500만 장 이상 팔렸고 팝 펑크 음악에 상당한 영향을 미쳤다. 이 밴드는 2000년 대부분의 투어에서 《Enema of the State》를 지지하며 보냈으며, 처음으로 이 지역을 헤드라인으로 장식했다. 밴드는 매진된 관객들을 위해 연주했으며, 2000년 여름 동안 The Mark, Tom and Travis Show Tour에서 전 세계적으로 공연했다.

## 곡 목록
모든 곡들은 마크 호퍼스와 톰 델론지에 의해 작사/작곡하였다.
| #   | 제목                            | 리드 보컬      | 재생 시간 |
| --- | ------------------------------- | -------------- | --------- |
| 1.  | 〈Anthem Part Two〉             | 델론지         | 3:48      |
| 2.  | 〈Online Songs〉                | 호퍼스         | 2:25      |
| 3.  | 〈First Date〉                  | 델론지         | 2:51      |
| 4.  | 〈Happy Holidays, You Bastard〉 | 호퍼스         | 0:42      |
| 5.  | 〈Story of a Lonely Guy〉       | 델론지         | 3:39      |
| 6.  | 〈The Rock Show〉               | 호퍼스         | 2:51      |
| 7.  | 〈Stay Together for the Kids〉  | 호퍼스, 델론지 | 3:59      |
| 8.  | 〈Roller Coaster〉              | 호퍼스         | 2:47      |
| 9.  | 〈Reckless Abandon〉            | 델론지         | 3:06      |
| 10. | 〈Everytime I Look for You〉    | 호퍼스         | 3:05      |
| 11. | 〈Give Me One Good Reason〉     | 델론지         | 3:18      |
| 12. | 〈Shut Up〉                     | 호퍼스         | 3:20      |
| 13. | 〈Please Take Me Home〉         | 델론지         | 3:05      |

## 인증
| 국가                                                  | 인증        | 판매량/출하량 |
| ----------------------------------------------------- | ----------- | ------------- |
| 오스트레일리아 (ARIA)                                 | 플래티넘    | 70,000^       |
| 브라질 (Pro-Música Brasil)                            | 골드        | 50,000*       |
| 캐나다 (뮤직 캐나다)                                  | 2× 플래티넘 | 200,000^      |
| 일본 (RIAJ)                                           | 골드        | 100,000^      |
| 스위스 (IFPI 스위스)                                  | 골드        | 20,000^       |
| 영국 (BPI)                                            | 플래티넘    | 300,000^      |
| 미국 (RIAA)                                           | 2× 플래티넘 | 2,000,000^    |
| *판매량을 기반으로 한 인증 ^출하량을 기반으로 한 인증 |             |               |